# Доронов, Илья Алексеевич
Илья́ Алексе́евич Доро́нов (род. 17 ноября 1977, Боголюбово, Владимирская область) — российский журналист, теле- и радиоведущий, медиаменеджер и педагог. Лауреат премии «ТЭФИ-2011».

## Биография
Родился 17 ноября 1977 года в посёлке Боголюбово Суздальского района Владимирской области.
В 1994 году окончил Боголюбовскую среднюю общеобразовательную школу, а в 1999 году — кафедру новой и новейшей истории исторического факультета Владимирского государственного педагогического университета (ВГПУ).

## Профессиональная деятельность

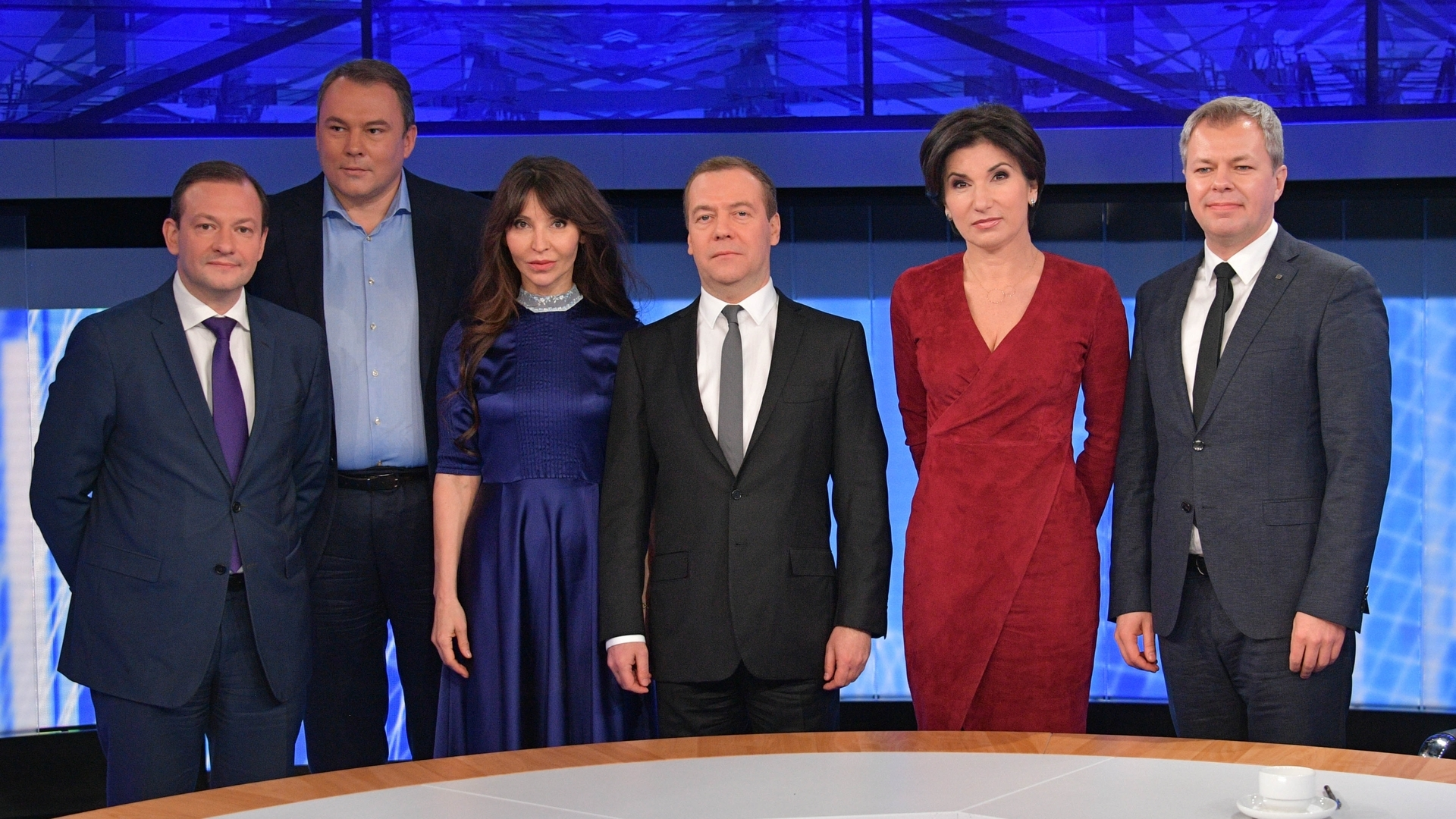
Слева направо: Сергей Брилёв, Пётр Толстой, Ирита Минина, Дмитрий Медведев, Ирада Зейналова и Илья Доронов на ежегодном «Разговоре с Дмитрием Медведевым» 6 декабря 2018 года

В 1999 году начал трудовую деятельность с должности учителя истории в средней школе.
В марте 2000 года по результатам конкурса был принят диктором программы передач в ГТРК «Владимир», затем стал ведущим выпусков новостей. С начала 2002 года работал диктором молодёжной программы «Вместе» областного радио.
В июле 2002 года переехал в Москву и устроился корреспондентом в телекомпанию «ВКТ».
В мае 2003 года перешёл на телеканал «РЕН ТВ». Изначально работал корреспондентом, а осенью того же года стал ведущим информационной программы «24» (в рамках ребрендинга в феврале 2010 года переименована в «Новости 24», в феврале 2015 года — в «Новости РЕН ТВ»). Первое время вёл выпуски на регионы, а после ухода в декретный отпуск Татьяны Лимановой — утренние выпуски. После увольнения Ольги Романовой в ноябре 2005 года временно вёл итоговый выпуск в 23:30. Затем работал в дневных выпусках, а с января 2008 года — и в вечернем, в 19:30. Помимо работы в эфире периодически выезжал в командировки в качестве специального корреспондента телекомпании.
В 2012 году сотрудничал с порталом Ferra.ru, публиковал свои обзоры мобильных телефонов и гаджетов.
Параллельно работал на радио. Был ведущим прямого эфира информационной радиостанции «Сити-FM», с декабря 2014 по июль 2015 года вместе с Игорем Барчуговым вёл программу «Другими словами» радиостанции «Столица FM».
С сентября 2015 по ноябрь 2016 года — заместитель главного редактора и ведущий телеканала Life (до 18 апреля 2016 года — LifeNews).
С 1 декабря 2016 по 8 июля 2017 года — ведущий линейного эфира выпусков новостей круглосуточного информационного телеканала «Россия-24».
С июля 2017 по 30 июня 2018 года — заместитель управляющего директора телеканала «РБК» по политическому вещанию. С 1 июля 2018 года занял должность управляющего директора телеканала «РБК», сменив на этом посту Игоря Полетаева.
6 декабря 2018 года представлял телеканал «РБК» в ежегодной программе «Разговор с Дмитрием Медведевым».
Одновременно с работой в средствах массовой информации ведёт педагогическую деятельность. С 2014 года был преподавателем «АкадемииТВ» института дополнительного образования Московского государственного университета информационных технологий, радиотехники и электроники (МИРЭА, МГУПИ), с ноября 2016 года — мастер высших курсов телерадиоведущих Высшей школы кино и телевидения «Останкино».

## Общественная деятельность
Входил в состав объединённого жюри конкурса «ТЭФИ-Регион — 2012», член жюри конкурса-премии «Буква А».

## Награды и премии
- «ТЭФИ-2011» в номинации «Ведущий информационной программы» категории «Лица» (29 мая 2012 года)[31][32]. В 2008 году стал финалистом конкурса «ТЭФИ» в этой же номинации[33].

## Санкции
15 января 2023 года, на фоне вторжения России на Украину, как российский пропагандист, внесён в санкционный список Украины, так как он «систематически распространяют нарративы в соответствии с кремлевской пропагандой для целей оправдания действий России». Санкции предполагают блокировку активов, полное прекращение коммерческих операций, остановку выполнения экономических и финансовых обязательств. Ранее Доронов был внесён ФБК в список коррупционеров и разжигателей войны как российский пропагандист.

## Семья
Женат на Анне Дороновой. В 2019 году родился сын. От первого брака есть дочь Таисия (родилась в 2006 году).

## Увлечения
В свободное время изучает новинки компьютерной техники и смартфонов, занимается kinect-играми.